# Groene perzikluis
De groene perzikluis (Myzus persicae) is een insect dat behoort tot de bladluizen en de familie Aphididae. Een infestatie van de luis is te herkennen aan het omkrullen van de bladeren.
De groene perzikluis is schadelijk in de tuinbouw, vooral door het overbrengen van plantenvirussen. Zo wordt het voor Prunus-soorten zeer schadelijke sharka-virus door deze luis overgebracht.
De luis is ongeveer 1,2 tot 2,6 mm lang en heeft opvallende naar elkaar wijzende voorhoofdknobbels. De uitsteeksels aan het achterlijf (sifons) zijn gemiddeld van lengte en de antennen komen tot aan de sifons. De ongevleugelde luizen van de zomergeneraties zijn in het begin groen en verkleuren al snel geelachtig. Elke 10 tot 12 dagen kan er een nieuwe generatie tot ontwikkeling komen. De luizen vermeerderen zich door parthenogenese (maagdelijke voortplanting). Tijdens de zomermaanden kunnen ook gevleugelde luizen voorkomen. De kop en een deel van het achterlijf van de gevleugelde luizen is zwartbruin tot zwart. Aan het eind van het seizoen worden alleen gevleugelde luizen gevormd. Deze luizen vliegen naar de winterwaardplant waarop ze na paring eieren afzetten. Het elliptische ei is 0,6 mm lang en 0,3 mm breed. Pas afgezette eitjes zijn geel of bruin, die al snel zwart verkleuren.
De luizen leven in tegenstelling tot de zwarte bonenluis niet in kolonies. De groene perzikluis heeft twee verschillende soorten waardplanten: winterwaardplanten en zomerwaardplanten. De overwintering gebeurt als ei op Prunus-soorten en als volwassen exemplaren op daarvoor geschikte plaatsen, zoals in kassen. Na het uitkomen van de eieren blijven enkele generaties luizen nog op de Prunussoort, waarna gevleugelde exemplaren gevormd worden. In Nederland is de Amerikaanse vogelkers een belangrijke winterwaardplant. In mei vliegen deze luizen naar de zomerwaardplanten, zoals aardappel, suikerbiet, kool, spinazie, tomaat, paprika, aubergine, sla en verscheidene snijbloemen. Bij de suikerbiet kunnen ze de vergelingsziekte overbrengen.
Met behulp van gele vangbakken wordt wekelijks gecontroleerd wanneer de gevleugelde luizen verschijnen en bestrijding in aardappelen en suikerbieten zinvol is.

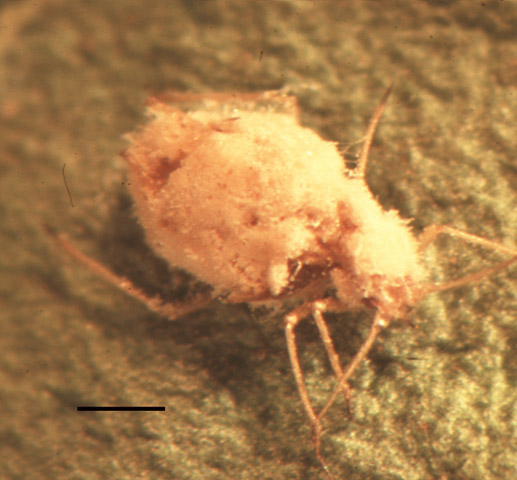
Groene perzikluis geparasiteerd door Pandora neoaphidis. (Schaal streepje = 0,3 mm.)